# Cladomyza microphylla
Cladomyza microphylla là một loài thực vật có hoa trong họ Santalaceae. Loài này được (Lauterb.) Danser mô tả khoa học đầu tiên năm 1940.